# Lonchaea seitneri
Lonchaea seitneri är en tvåvingeart som beskrevs av Friedrich Georg Hendel 1928. Lonchaea seitneri ingår i släktet Lonchaea och familjen stjärtflugor. Inga underarter finns listade i Catalogue of Life.